# Robotgestuurde procesautomatisering
Robotgestuurde procesautomatisering (Engels: robotic process automation), afgekort tot RPA, is een techniek die gebruikt wordt voor het automatiseren van bedrijfsprocessen, met behulp van zogenaamde 'software-robots'. Het is gericht op het automatiseren via de user interface, door het handmatige proces na te bootsen. Hoewel het begrip anders kan suggereren, komen er geen daadwerkelijke fysieke robots aan te pas.
RPA is een groeiende markt in de digitale technologie, waarvan verwacht wordt dat het de komende jaren steeds verder uitbreidt.

## Software-robots
De term 'robot' slaat op het idee dat de software processen uitvoert zoals een mens dat zou doen. Hierdoor kan gesproken worden van virtuele werknemers. De software-robots kunnen bijvoorbeeld op knoppen klikken, informatie in tekstvelden schrijven en bestanden openen, lezen en bewerken. Een robot heeft zijn eigen (virtuele) werkstation en kan ook maar één proces tegelijk uitvoeren.
Inmiddels zijn er verschillende manieren waarop verder opschalen mogelijk wordt. Zo kunnen bij de meeste grote aanbieders robots op afstand aangestuurd worden, waardoor er een digitale 'workforce' gecreëerd kan worden van tot wel 10.000 robots. Die voeren op hun eigen werkstation processen uit, terwijl de menselijke gebruiker het overzicht kan houden. 

## Gevolgen voor werkgelegenheid
Bij automatisering is er vaak een gevaar dat het leidt tot banenverlies. Hoewel dit gevaar voor sommige werkvelden wel bestaat, wordt de techniek ook juist gezien als een manier voor werknemers om meer tijd te krijgen om zich te richten op creatievere werkzaamheden die denkwerk op hoger niveau behoeven en dus niet geautomatiseerd kunnen worden. Repetitieve, tijdrovende en simpele werkzaamheden worden als eerst geautomatiseerd.